# Podallea vasseana
Podallea vasseana is een insect uit de familie van de Berothidae, die tot de orde netvleugeligen (Neuroptera) behoort. 
Podallea vasseana is voor het eerst wetenschappelijk beschreven door Navás in 1910.